# Paz de Santiago
La paz de Santiago es un acuerdo entre el príncipe-obispo de Lieja y los estados del principado de Lieja firmado en el año 1487. Es el texto legal más antiguo aún en vigor en Bélgica, estado al que el principado fue integrado en 1830.

## El tratado
El 19 de mayo de 1477, tras la muerte de Carlos I de Borgoña, su hija María de Borgoña restauró las prerrogativas de la población de Lieja por demanda de su tío Luis de Borbón. El príncipe-obispo Juan de Hornes continuó la obra de rehabilitación y plasmó todos los derechos, leyes y costumbres del principado en lo que se llamó la paz de Santiago, aprobada por los estados de Lieja el 5 de abril de 1487. Juan de Hornes le otorgó rango de ley ratificándolo el 28 de abril del mismo año en la abadía de Santiago (Lieja), la cual dio nombre al tratado. Este tratado anula de hecho las condiciones únicas de la paz de Sint-Truiden de 1465, que habían conducido al principado a más de veinte años de ruina económica.
El acuerdo coordina todos los derechos, leyes y costumbres del principado, lo que contribuyó a la seguridad jurídica de la población y el florecimiento de la industria y de las artes. Se tratan temas tan diferentes como la fiscalidad, las libertades de los ciudadanos, la organización del gobierno de los feudos y de los señoríos, el transporte en el río Mosa, las servidumbres de desagüe, la explotación del carbón y la basura, entre otros.
Unas disposiciones de este tratado concernientes al desagüe aún están en vigor en Bélgica, y por eso la corte constitucional lo considera como el texto legal más antiguo del reino.

### Citas
1. ↑  «Les ducs de Bourgogne» (en francés). Archivado desde el original el 23 de mayo de 2009.
2. ↑  «Inventario de leyes vigentes». Consejo de estado, Bélgica (en francés). Consultado el 30 de marzo de 2014.
3. ↑  «Gravioule, CL 0161» (en francés). Archivado desde el original el 1 de diciembre de 2014. Consultado el 30 de marzo de 2014.